# Percy Jackson and the Olympians (série de televisão)
Percy Jackson and the Olympians (bra: Percy Jackson e os Olimpianos; prt: Percy Jackson) é uma série de televisão americana criada por Rick Riordan e Jonathan E. Steinberg para o Disney+, sendo baseada na série de livros de mesmo nome escrita por Riordan. Apresenta Walker Scobell como Percy Jackson, Leah Sava Jeffries como Annabeth Chase e Aryan Simhadri como Grover Underwood.
Percy Jackson e os Olimpianos estreou em 19 de dezembro de 2023 no Disney+, com a primeira temporada sendo composta por oito episódios. A série recebeu críticas positivas dos avaliadores, que elogiaram amplamente a sua fidelidade ao material de origem, à construção do mundo, e às performances do elenco, com muitos considerando-a melhor do que a série de filmes. Em dezembro de 2024, a primeira temporada recebeu 16 indicações ao Children’s & Family Emmy® Awards, incluindo melhor série infanto-juvenil.
Em 7 de fevereiro de 2024, Percy Jackson e os Olimpianos foi oficialmente renovada pelo Disney+ para uma segunda temporada, responsável por adaptar o livro O Mar de Monstros, onde Percy e Annabeth iniciam uma jornada para encontrar o velocino de ouro, salvar a vida de Grover e restaurar as barreiras do Acampamento Meio-Sangue. A segunda temporada é composta por 8 episódios. Daniel Diemer interpreta o ciclope Tyson, enquanto Tamara Smart vive a semideusa Thalia, filha de Zeus.

## Premissa
Percy Jackson, um garoto semideus de 12 anos é acusado pelo deus grego Zeus de ter roubado seu raio.

## Elenco

### Principal
- Walker Scobell como Percy Jackson, um jovem semideus filho de Poseidon.[2]
  - Azriel Dalman como Percy mais novo.[3]
- Leah Sava Jeffries como Annabeth Chase, a filha de Atena que treina no Acampamento Meio-Sangue há cinco anos.[4]
  - A prima de Leah, Marissa, interpreta a Annabeth mais jovem (2ª temporada).[5]
- Aryan Simhadri como Grover Underwood, o melhor amigo de Percy e um sátiro disfarçado de menino de 12 anos.[4]

### Semideuses
- Charlie Bushnell como Luke Castellan, um espadachim astuto que é o conselheiro do chalé de Hermes.[6]
- Tamara Smart como Thalia Grace, uma corajosa filha de Zeus, que anteriormente foi encantada para se tornar árvore pelo próprio pai.[7]
- Levi Chrisopulos como Nico di Angelo, um habilidoso filho de Hades, que é irmão de Bianca, e meio-irmão paterno de Hazel Levesque. Ele é abertamente gay.[8]
- Olive Abercrombie como Bianca di Angelo, uma forte filha de Hades, grande caçadora de Ártemis, e irmã de Nico.[8]
- Dior Goodjohn como Clarisse La Rue, uma filha obstinada de Ares que intimida Percy.[6]
- Daniel Diemer como Tyson, um ciclope filho de Poseidon com uma Ninfa, e meio-irmão de Percy.[9]
- Andrew Alvarez como Chris Rodriguez, filho de Hermes e meio-irmão de Luke.[3]
- Beatrice Kitsos como Alison Simms, uma semideusa grega membro do Exército Titã, e uma personagem totalmente nova criada para a série de televisão.[10]

### Recorrente
- Virginia Kull como Sally Jackson, a mãe altruísta de Percy.[11]
- Glynn Turman como Quíron / Sr. Brunner, um centauro disfarçado de professor de latim de Percy.[11] Embora o personagem apenas finja ser deficiente para se disfarçar entre os humanos usando uma cadeira de rodas mágica, o personagem tem uma deficiência na forma de uma cinta na perna esquerda traseira como um ferimento de guerra. Os criadores fizeram essa mudança para lidar com a deficiência, embora tenham notado que seria "apenas um detalhe" durante a primeira temporada.[12]
- Jason Mantzoukas como Dioniso / Sr. D, o deus do vinho e diretor rabugento do Acampamento Meio-Sangue.[11]
- Megan Mullally como Alecto / Sra. Dodds, a severa professora de pré-álgebra de Percy que serve ao deus Hades como uma das três Fúrias.[11]
- Timm Sharp como Gabe Ugliano, marido de Sally e padrasto de Percy. Ao contrário dos livros, ele não é abusivo porque os criadores acharam que não combinaria com o tom da série, mas notaram que ele "ainda é um idiota".[13]
- Adam Copeland como Ares, o arrogante e ousado deus da guerra.[14]

### Convidados
- Olivea Morton como Nancy Bobofit, uma rude puxa-saco de professor que adora atormentar Percy.[6]
- Suzanne Cryer como Equidna, a ameaçadora mãe dos monstros.[14]
- Jessica Parker Kennedy como a Medusa, uma górgona que vive na solidão e tem um passado com o pai de Percy.[14]
- Lin-Manuel Miranda como Hermes, o mensageiro dos deuses.[15]
- Jay Duplass como Hades, o deus do mundo inferior.[16]
- Timothy Omundson como Hefesto, o ferreiro dos deuses.[16]
- Lance Reddick/Courtney B. Vance como Zeus, o feroz rei dos Olimpianos cujo raio foi roubado.[17] Esta é a última aparição de Reddick na televisão, após sua morte em março de 2023.[18] Logo, na 2ª temporada foi substituído por Vance.[19]
- Toby Stephens como Poseidon, pai de Percy e deus do mar que é teimoso e impulsivo.[17]
- Andra Day como Atena, deusa da sabedoria, e mãe de Annabeth.[20]

## Episódios
| N.º geral | Título (Título no Brasil) | Dirigido por    | Escrito por                                | Lançamento             |
| --- | --- | --------------- | ------------------------------------------ | ---------------------- |
| 1 | "I Accidentally Vaporize My Pre-Algebra Teacher" "Sem Querer, Transformo em Pó a Minha Professora de Iniciação à Álgebra" (BR) | James Bobin     | Rick Riordan e Jonathan E. Steinberg       | 19 de dezembro de 2023 |
| Durante uma excursão ao Museu Metropolitano de Arte, Percy Jackson, de 12 anos, empurra a valentona da turma, Nancy Bobofit, em uma fonte, chamando a atenção da professora de álgebra Sra. Dodds, que se revela uma Fúria. Percy a derrota com a caneta esferográfica que recebeu do Sr. Brunner, seu professor de latim, depois dela se transformar em uma espada, e mais tarde descobre que ninguém mais aparentemente se lembra da existência de Dodds. Percy é expulso da escola quando seu amigo Grover Underwood o dedura sobre Nancy e volta para a casa de seu padrasto Gabe e de sua mãe Sally. Percy e Sally vão para sua cabana em Montauk, Nova Iorque, onde Sally conta ao filho que os deuses gregos e monstros são reais e que ele é um semideus. Grover, inadvertidamente se revelando como um sátiro, chega e diz a Sally para levar Percy para o Acampamento Meio-Sangue, um lugar seguro para semideuses. Os três são atacados pelo Minotauro em seu caminho, que faz com que Sally desapareça, de modo que Percy o mate de raiva e desmaie na sequência. | |                 |                                            |                        |
| 2 | "I Become Supreme Lord of the Bathroom" "Minha Transformação em Senhor Supremo do Banheiro" (BR)                               | James Bobin     | Rick Riordan e Jonathan E. Steinberg       | 19 de dezembro de 2023 |
| Percy acorda na enfermaria do Acampamento Meio-Sangue e logo conhece o Sr. D, que na verdade é Dioniso, o deus do vinho e diretor do acampamento, e percebe que o Sr. Brunner na verdade é um centauro chamado Quíron. Este o instrui a ficar no chalé de Hermes até que ele seja reivindicado por seu pai. Percy conhece campistas, incluindo Luke Castellan, filho de Hermes, e Clarisse La Rue, filha de Ares, e tenta diferentes atividades para descobrir suas habilidades. Clarisse e seus amigos tentam forçar a cabeça de Percy contra um vaso sanitário, mas ele os ataca com seus poderes aquáticos. Vendo a cena, a campista Annabeth Chase, filha de Atena, o recruta para seu time no jogo de capturar a bandeira. Durante o jogo, Percy consegue conter um ataque de Clarisse enquanto seu time vence a competição. Logo depois, Annabeth o empurra dentro de um lago, fazendo com que suas feridas cicatrizem. Percy é então reivindicado por Poseidon, o deus do mar. Ele se muda para o chalé do pai e é informado de que Zeus o acusou de roubar seu raio-mestre e que uma guerra ocorrerá se ele não for devolvido dentro de uma semana. Quíron suspeita de que Hades roubou o raio e pede que Percy vá até o Mundo Inferior encontrá-lo. Ele só aceita quando Grover o informa de que sua mãe foi sequestrada por Hades e também deve estar presa lá. | |                 |                                            |                        |
| 3 | "We Visit the Garden Gnome Emporium" "Nossa Visita ao Empório de Anões de Jardim" (BR)                                         | Anders Engström | Jonathan E. Steinberg e Monica Owusu-Breen | 26 de dezembro de 2023 |
| Percy recebe uma profecia do Oráculo do acampamento para tornar sua missão oficial, que parece confirmar que o raio-mestre está com Hades no Mundo Inferior. Quíron o informa que sua entrada fica em Los Angeles e pede para ele escolher outros dois campistas para acompanhá-lo na missão, dos quais ele escolhe Annabeth e Grover. Antes de partir, Percy recebe ainda um par de tênis alados de presente de Luke. Os três então partem de ônibus e durante a viagem, a Fúria Alecto, ainda na forma da Sra. Dodds reformada, ataca novamente. Eles conseguem escapar e acham um empório de anões de jardim que serve como o covil da Medusa. Esta tenta convencer Percy de que ela não é um monstro, mas sim uma vítima dos caprichos dos deuses, e pede para que ele traia seus companheiros em troca de ajuda para salvar sua mãe. Ele se recusa e consegue cortar a sua cabeça depois que Annabeth usa seu boné de invisibilidade nela para que não possa petrificá-los. Alecto, que havia seguido os garotos até o empório, também é derrotada novamente quando Percy usa a cabeça da Medusa para petrificá-la. Após desentendimentos com Annabeth e Grover, Percy revela que a profecia tinha tido que ele seria traído por um amigo e que havia escolhido Annabeth pois achava que eles nunca se tornariam amigos e Grover porque ele sempre estaria ao seu lado. Os três então se esclarecem e Percy decide enviar a cabeça da Medusa para o Olimpo, que fica no 600.º andar do Empire State Building, usando o sistema de correio de Hermes. | |                 |                                            |                        |
| 4 | "I Plunge to My Death" "Meu Mergulho para a Morte" (BR)                                                                        | Anders Engström | Jonathan E. Steinberg e Joe Tracz          | 2 de janeiro de 2024   |
| Após serem ameaçados por Equidna à bordo de uma viagem de trem, Percy e seus amigos procuram refúgio no arco de St. Louis. | |                 |                                            |                        |
| 5 | "A God Buys Us Cheeseburgers" "Um Deus Compra Cheeseburgers para Nós" (BR)                                                     | Jet Wilkinson   | Rick Riordan e Jonathan E. Steinberg       | 9 de janeiro de 2024   |
| Percy e Annabeth partem em uma missão para recuperar o escudo perdido de Ares em um parque aquático abandonado. Grover tem uma conversa profunda com o deus da guerra. | |                 |                                            |                        |
| 6 | "We Take a Zebra to Vegas" "A Ida de uma Zebra para Las Vegas" (BR)                                                            | Jet Wilkinson   | Jonathan E. Steinberg e Joe Tracz          | 16 de janeiro de 2024  |
| Percy, Grover e Annabeth procuram Hermes no Cassino Lótus, um lugar que não obedece às regras do tempo. | |                 |                                            |                        |
| 7 | "We Find Out the Truth, Sort Of" "De Certa Forma, Descobrimos a Verdade" (BR)                                                  | ASD             | Andrew Miller                              | 23 de janeiro de 2024  |
| Percy e Annabeth enfrentam um monstro que vende camas d’água como isca para prender suas vítimas. Em seguida, eles partem juntamente com Grover para o mundo inferior em busca do raio-mestre de Zeus. | |                 |                                            |                        |
| 8 | "The Prophecy Comes True" "A Profecia se Cumpre" (BR)                                                                          | ASD             | Craig Silverstein                          | 30 de janeiro de 2024  |
| No último episódio da primeira temporada, Percy luta com Ares para conseguir o elmo e o raio que foram roubados de seus tios. Após devolvê-los em segurança a seus respectivos donos, ele retorna ao Acampamento Meio-Sangue e acaba descobrindo a identidade do verdadeiro Ladrão de Raios. Após muitas revelações e emoções, Percy, Grover e Annabeth se despedem uns dos outros com a promessa de que se encontrarão novamente no ano seguinte. | |                 |                                            |                        |

## Produção

### Desenvolvimento

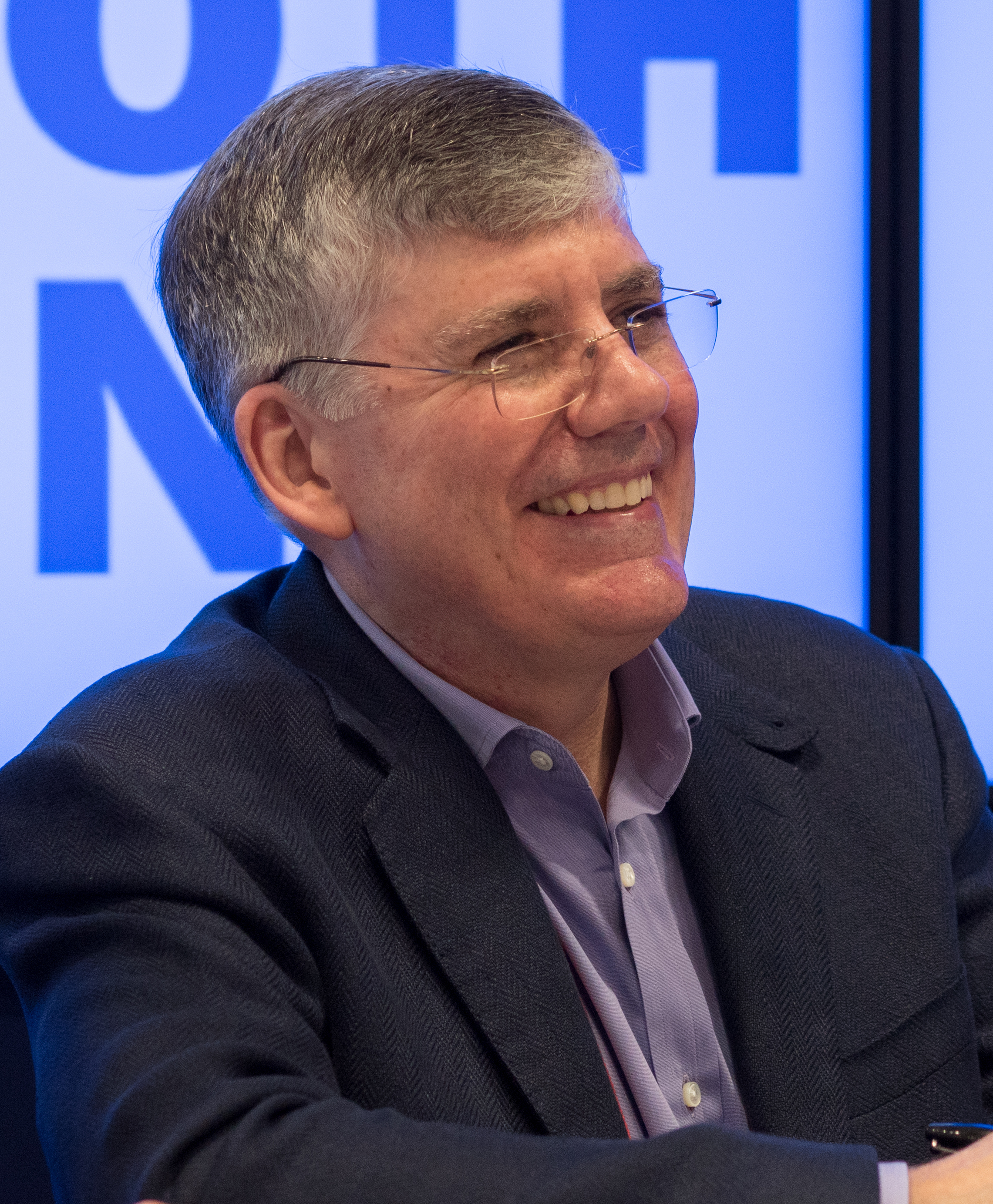
Rick Riordan, autor dos livros de Percy Jackson & the Olympians e um dos produtores executivos da série.

Em novembro de 2018, Rick Riordan afirmou que acreditava que não teria controle criativo sobre uma reinicialização pela Disney da série de romances de Percy Jackson se isso acontecesse, assim como sua experiência com a série de filmes com a 20th Century Fox. Em dezembro de 2019, Riordan conseguiu uma adaptação dos romances com a Walt Disney Company, que havia adquirido a Fox em março daquele ano. O desenvolvimento da série começou em maio de 2020 após uma proposta de Riordan à Disney Branded Television.  Jonathan E. Steinberg e Dan Shotz foram anunciados como showrunners em julho de 2021, com James Bobin sendo contratado para dirigir o primeiro episódio em outubro. Scobell foi escalado para o papel principal em janeiro de 2022, enquanto Jeffries e Simhadri foram anunciados em maio. Em setembro do mesmo ano foi revelado que Anders Engström e Jet Wilkinson dirigiriam vários episódios. A série recebeu sinal verde em janeiro de 2022, com a Disney Branded Television, a 20th Television e o Gotham Group produzindo o projeto. As filmagens começaram em junho de 2022 em Vancouver, Colúmbia Britânica, e foram concluídas em fevereiro de 2023, com membros adicionais do elenco revelados ao longo do tempo. A primeira temporada foi responsável por adaptar o primeiro livro do fenômeno mundial de Rick Riordan, O Ladrão de Raios.
Steinberg, Shotz, Bobin e Riordan foram anunciados como produtores executivos ao lado de Rebecca Riordan, Bert Salke, Monica Owusu-Breen, Jim Rowe, Anders Engström, Jet Wilkinson, Ellen Goldsmith-Vein, Jeremy Bell e DJ Goldberg. Na D23 Expo em setembro, Anders Engström e Jet Wilkinson também foram revelados como produtores executivos. No mesmo mês, Riordan revelou que Engström dirigiria o terceiro e quarto episódios, enquanto Wilkinson dirigiria o quinto e o sexto. Foi relatado que a série teria um orçamento de 12 a 15 milhões de dólares por episódio.

### Roteiro
Rascunhos do episódio piloto estavam sendo revisados em março de 2021. Em abril de 2021, foi anunciado que Jonathan E. Steinberg atuaria como co-roteirista e produtor executivo do piloto ao lado de Riordan, enquanto ele foi anunciado como showrunner ao lado de Dan Shotz em julho de 2021. No mesmo dia, Monica Owusu-Breen, Daphne Olive, Stewart Strandberg, Zoë Neary, Joe Tracz e Xavier Stiles se juntaram como escritores.
Cada temporada da série irá adaptar um livro da saga, com a primeira temporada sendo uma adaptação de The Lightning Thief. Além de escrever o piloto, Riordan e o co-showrunner Steinberg criaram uma "bíblia" para a série, além de planejar o enredo para a primeira temporada e criar ideias para possíveis temporadas futuras. Os planos para temporadas futuras incluem uma exploração mais aprofundada da deficiência de Quíron. A primeira temporada consiste de oito episódios sendo um reboot dos livros da franquia.

### Escolha do elenco

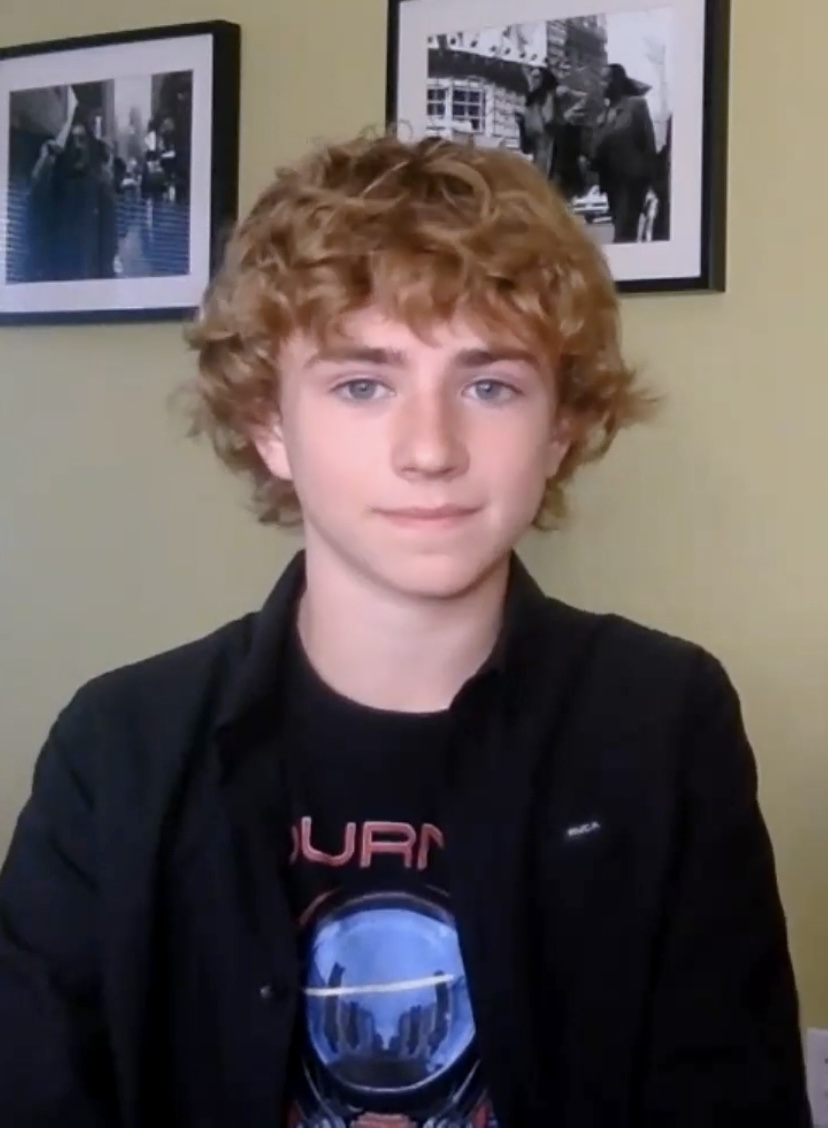
Walker Scobell foi escalado para o papel de Percy Jackson.

A escolha preliminar começou em abril de 2021. Em janeiro de 2022, Walker Scobell foi escalado para o papel principal como Percy Jackson, sendo anunciado em abril. No mês seguinte, foi anunciado que Leah Sava Jeffries e Aryan Simhadri seriam Annabeth Chase e Grover Underwood, respectivamente. A escalação de Jeffries recebeu uma reação negativa online devido a Annabeth não ser retratada como negra nos romances, o que Riordan condenou como racismo, afirmando: "Depois que você ver Leah como Annabeth, ela se tornará exatamente do jeito que você imagina Annabeth, supondo que você dê a ela essa chance, mas você se recusa a acreditar que isso possa ser verdade". Logan Lerman, que interpretou Percy na série de filmes, elogiou a escalação de Scobell, Jeffries e Simhadri para seus papéis, dizendo: "Mal posso esperar para ver todos vocês arrasando... Vocês estão fazendo um muitas pessoas felizes em dar vida a esses personagens. Não consigo imaginar uma escolha melhor para Percy Jackson do que Walker. Você foi tão brilhante em O Projeto Adam. Espero que goste de comer comida azul nos próximos anos, porque acho que você tem um sucesso enorme em suas mãos."
Em junho, Virginia Kull, Glynn Turman, Jason Mantzoukas, Megan Mullally e Timm Sharp foram anunciados em papéis recorrentes como Sally Jackson, Quíron, Dioniso, Alecto, e Gabe Ugliano, respectivamente. No mesmo mês, Dior Goodjohn e Charlie Bushnell se juntaram ao elenco em papéis recorrentes como Clarisse La Rue e Luke Castellan, enquanto Olivea Morton foi anunciada para interpretar Nancy Bobofit. Adam Copeland foi escalado para o papel de Ares em outubro, enquanto Suzanne Cryer e Jessica Parker Kennedy foram escolhidas para os papéis de Equidna e Medusa, respectivamente. Em novembro de 2022, Lin-Manuel Miranda, Jay Duplass e Timothy Omundson foram anunciados como atores convidados como Hermes, Hades e Hefesto, assim como Lance Reddick e Toby Stephens foram anunciados em janeiro de 2023 para retratar Zeus e Poseidon, respectivamente. Jason Gray-Stanford foi escalado para um papel não revelado em março de 2023, mais tarde revelado ser Maron.

### Filmagens
A fotografia principal começou em 2 de junho de 2022 em Vancouver, Colúmbia Britânica, sob o título provisório Mink Golden, e foi concluída em 2 de fevereiro de 2023. A série utilizou um estúdio LED alimentado pela tecnologia de efeitos visuais StageCraft da Industrial Light & Magic. Tish Monaghan serviu como a figurinista da série.

### Música
Em outubro de 2023 foi revelado que Bear McCreary estava compondo músicas para a série, depois de trabalhar anteriormente com Steinberg e Shots nas séries Human Target, Black Sails e See. Membros da gravadora Sparks & Shadows, da qual McCreary foi cofundador, também estavam envolvidos na produção. A canção "Logical" de Olivia Rodrigo é usada no primeiro episódio. A trilha sonora da série foi lançada digitalmente pela Hollywood Records em 22 de dezembro, com a Sparks & Shadows creditada como compositora e McCreary creditado como o letrista dos temas.

#### Lista de faixas
| Percy Jackson and the Olympians (Original Soundtrack) |                                          |         |  |
| N.º                                                   | Título                                   | Duração |  |
| 1.                                                    | "Percy Jackson and the Olympians"        | 5:11    |  |
| 2.                                                    | "Perseus"                                | 4:22    |  |
| 3.                                                    | "The Minotaur"                           | 4:53    |  |
| 4.                                                    | "Camp Half-Blood"                        | 6:44    |  |
| 5.                                                    | "Aunty Em"                               | 2:44    |  |
| 6.                                                    | "The Mother of Monsters"                 | 2:57    |  |
| 7.                                                    | "Chimera"                                | 2:52    |  |
| 8.                                                    | "The Tunnel of Love"                     | 3:02    |  |
| 9.                                                    | "A Zebra in Vegas"                       | 3:10    |  |
| 10.                                                   | "Spirit of the Sea"                      | 3:54    |  |
| 11.                                                   | "The Fields of Asphodel"                 | 2:21    |  |
| 12.                                                   | "Lord of the Dead"                       | 2:58    |  |
| 13.                                                   | "Poseidon"                               | 5:13    |  |
| 14.                                                   | "Olympus"                                | 3:52    |  |
| 15.                                                   | "The Lightning Thief"                    | 3:38    |  |
| 16.                                                   | "The Sea Does Not Like to Be Restrained" | 5:33    |  |
| Duração total:                                        | Duração total:                           | 1:03:24 |  |

## Marketing
Um teaser da série foi revelado durante a D23 Expo em setembro de 2022. Rotem Rusak do Nerdist destacou como o vídeo apresentava o parágrafo inicial de The Lightning Thief, enquanto Kendall Myers da Collider notou seu tom sombrio. Um segundo teaser foi lançado em 19 de setembro de 2023. O trailer da primeira temporada foi lançado em 16 de novembro e foi visto 84,3 milhões de vezes nos dez primeiros dias em todas as plataformas de mídia social.

## Lançamento
A primeira temporada consiste em oito episódios. Os dois primeiros foram lançados em 19 de dezembro de 2023, um dia antes da data programada, tendo um lançamento semanal no Disney+. Em 13 de dezembro de 2023 foi relatado que o primeiro episódio também estaria disponível para transmissão no Hulu de 20 de dezembro a 31 de janeiro de 2024.

## Recepção

### Visualizações
Após o lançamento dos dois primeiros episódios, a Disney anunciou que eles foram assistidos 13,3 milhões de vezes nos primeiros seis dias em que estiveram disponíveis no Disney+ e Hulu.

### Resposta crítica
No site agregador de críticas Rotten Tomatoes, 96% das 50 resenhas dos críticos foram positivas, com uma classificação média de 7,5/10. O consenso do site diz: "Uma adaptação fiel dos romances de Rick Riordan, Percy Jackson and the Olympians é uma odisseia amorosamente realizada através da adolescência e do mito." O Metacritic, que usa uma média ponderada, atribuiu uma pontuação de 73 de 100 com base em 24 críticos, indicando "avaliações geralmente favoráveis".
Nicole Drum, do ComicBook.com, escreveu sobre a série: "Alguns dos melhores elencos de uma série de televisão, atuações fantásticas e até mesmo a magia dos visuais e da construção de mundo, a série é a adaptação televisiva mais perfeita possível, como se fosse favorecida pelos próprios deuses." Matthew Creith do TheWrap elogiou o roteiro, descrevendo-o como "perspicaz, com uma ação é estelar, e fazer da jornada de Percy um conto episódico ajuda a impulsionar o jovem personagem em direções emocionantes". Kathryn Porter do Paste escreveu: "Do elenco à escrita e ao design de produção, temos a adaptação de The Lightning Thief que queríamos ver há mais de uma década, e não há outro lugar para ir além de melhorar." Aramide Tinubu da Variety descreveu que a série "retrata um mundo genuinamente inclusivo, apresentando histórias e personagens que cativarão os fãs na próxima década. Finalmente, o trabalho de Riordan recebeu a extensa adaptação visual que merece."